# 京都大学経済研究所
京都大学経済研究所（きょうとだいがくけいざいけんきゅうじょ、英称：Institute of Economic Research, Kyoto University, 略称：KIER）は、京都大学の附置研究所で、産業経済に関する総合研究を目的とする研究所である。1962年設立。2010年以来共同利用・共同研究拠点「先端経済理論の国際的共同研究拠点」に指定されている。

## 概要
京都大学経済学部では、産業経済の理論的、実証的研究の重要性に鑑み、1955年任意団体として総合経済研究所を設立し、1960年これを財団法人総合経済研究所に改めた。この種の研究活動を発展させるため、本研究所は産業経済に関する総合研究を目的として、国立大学設置法により1962年4月、京都大学に附置された。
発足にあたり、アメリカの研究成果に対抗すべく、渡部経彦は従来の経済系研究所の仕組みからの「改革」を行った。当時としては珍しかったテクニカル・リポート（論文のガリ版刷り）として論文をまとめ上げ、分野を共にする海外の研究者数十名宛にそれを送付する。そして、レフェリー（査読）付きの国際的専門誌にその論文を投稿する。研究者の「業績」は専門誌に掲載される論文の数と質により計るものとする。査読付き専門誌への投稿を督励するために、研究所の「紀要」のようなものは刊行しない。助教授の長期海外出張は一切妨げない。教員2人に1人の割合でセクレタリーをつける。図書室には日本語訳の本を一切入れない。外国人研究者の受け入れ体制を整備する。採用・昇進の基準はあくまでも「業績」本位とし、年功序列を廃し、出身大学にこだわらない。
1960年代後半に早々と敷かれた渡部による研究至上主義は、現在では自然に見受けられるかもしれないが、当時の日本の経済学界ではユニークきわまりなく、当京大経済研究所は国内で理論・計量経済学の先導役を司り続けてきた。
例えば、1人当たりの論文数、引用頻度数を基準に、経済学研究科（学部）・研究所を順序付けると、京大経済研究所は日本国内では絶えず1、2位を争っている。
2010年4月、「先端経済理論の国際的共同研究拠点」として、共同利用・共同研究拠点に認定される。以来、「複雑系経済学」と「経済戦略と組織」を中心とする基礎研究に力点をおいている。

## 所在地
- 京都府京都市左京区吉田本町

京都大学吉田キャンパス

## 組織

### 研究部門
- 経済情報解析研究部門
- 経済制度研究部門
- 経済戦略研究部門
- ファイナンス研究部門

### 附属研究センター
- 複雑系経済研究センター
- 先端政策分析研究センター

### 客員研究部門
- 現代経済分析研究部門

### 寄附研究部門
- 伊藤清博士ガウス賞受賞記念（野村グループ）数理ファイナンス研究部門

### 共同研究プロジェクト
- 統合複雑系科学国際研究ユニット
- 生存基盤科学研究ユニット
- ICAM (Institute for Complex Adaptive Matter) 京都

## 沿革
- 1962年4月 - 設立。
- 1997年4月

- 文部科学省COE形成プログラム「複雑系としての非線形経済システム：理論と応用」の研究拠点「複雑系経済システム研究拠点 (CCES)」が設置される（2004年3月に終了）。
- 2000年4月 - 附属金融工学研究センターが新設される（2010年度にファイナンス研究部門に改組）。
- 2004年4月 - 附属複雑系経済研究センターが設置される。
- 2005年7月 - 附属先端政策分析研究センターが新設される。
- 2010年4月 - 共同利用・共同研究拠点「先端経済理論の国際的共同研究拠点」に認定される。
- 2012年11月 - 創立50周年記念講演会・記念祝賀会を開催。

## 歴代所長
歴代所長は以下の通り。
| 代     | 氏名       | 在任時期                        | 専門分野                           | 備考 |
| ------ | ---------- | ------------------------------- | ---------------------------------- | ---- |
| 初代   | 岸本誠二郎 | 1962年04月01日 - 1966年03月31日 | 理論経済学                         |      |
| 第2代  | 青山秀夫   | 1966年04月01日 - 1971年11月30日 | ミクロ経済学、経済社会学等         |      |
| 第3代  | 馬場正雄   | 1971年12月01日 - 1974年03月31日 | 景気動向分析                       |      |
| 第4代  | 尾上久雄   | 1974年07月16日 - 1978年07月15日 | 経済政策、国際公共経済学           |      |
| 第5代  | 行沢健三   | 1978年07月16日 - 1980年02月8日  | 貿易理論、リカード経済学           |      |
| 第6代  | 宮崎義一   | 1980年04月01日 - 1983年04月2日  | 経済政策、経済分析                 |      |
| 第7代  | 尾上久雄   | 1983年04月02日 - 1986年03月31日 | 経済政策、国際公共経済学           | 再任 |
| 第8代  | 馬場正雄   | 1986年04月01日 - 1986年10月27日 | 景気動向分析                       | 再任 |
| 第9代  | 小池和男   | 1987年01月01日 - 1988年03月31日 | 労働経済学                         |      |
| 第10代 | 杉本昭七   | 1988年04月01日 - 1990年03月31日 | 経済事情、政策学                   |      |
| 第11代 | 佐和隆光   | 1990年04月01日 - 1994年03月31日 | 計量経済学、統計学                 |      |
| 第12代 | 福地崇生   | 1994年04月01日 - 1995年03月31日 | 応用計量経済学、経済計画・開発論   |      |
| 第13代 | 佐和隆光   | 1995年04月01日 - 1999年03月31日 | 計量経済学、統計学                 | 再任 |
| 第14代 | 藤田昌久   | 1999年04月01日 - 2001年03月31日 | 都市経済学                         |      |
| 第15代 | 佐和隆光   | 2001年04月01日 - 2006年03月31日 | 計量経済学、統計学                 | 再任 |
| 第16代 | 西村和雄   | 2006年04月01日 - 2010年03月31日 | 複雑系経済学                       |      |
| 第17代 | 矢野誠     | 2010年04月01日 - 2012年03月31日 | 理論経済学、国際経済学、公共経済学 |      |
| 第18代 | 溝端佐登史 | 2012年04月01日 - 2016年03月31日 | 経済政策                           |      |
| 第19代 | 岡田章     | 2016年04月01日 - 2016年12月31日 | ゲーム理論、理論経済学             |      |
| 第20代 | 溝端佐登史 | 2017年01月01日 - 2020年03月31日 | 経済政策                           | 再任 |
| 第21代 | 西山慶彦   | 2020年04月01日 - 現職           | 計量経済学                         |      |